# Colsterdale Towers

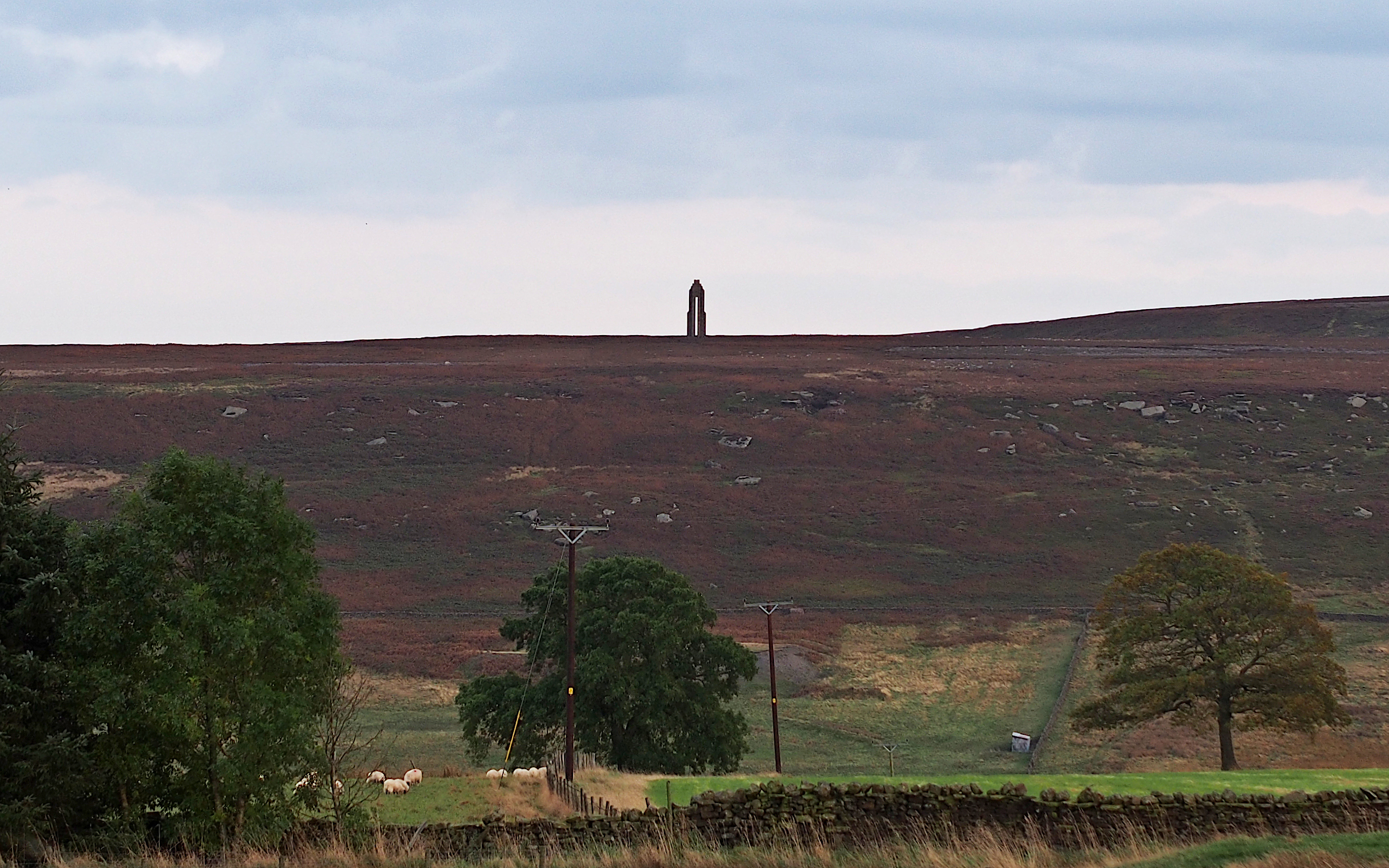
Blick von Westen zum westlichen Turm auf Arnagill Crags

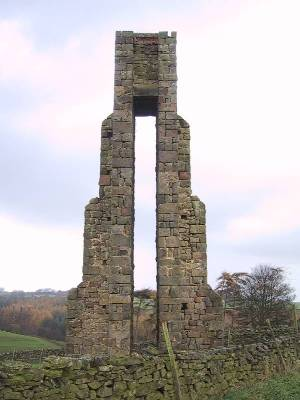
Der östliche Turm, Carlesmoor Sighting Tower

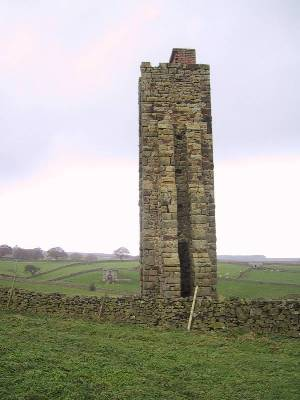
Carlesmoor Sighting Tower von der Seite

Als Colsterdale Towers wird eine Gruppe spezieller Turmbauwerke in der nordenglischen Region Colsterdale bezeichnet. Sie wurden als Vermessungsmarken beim Bau der zwei Trinkwasserreservoirs Leighton reservoir und Roundhill reservoir sowie dazugehöriger Tunnelleitungen errichtet und sollten auch beim späteren Bau weiterer Reservoirs herangezogen werden.

## Bauwerke
Die heute denkmalgeschützten Türme sind aus Stein gemauert und bestehen aus zwei parallelen schmalen Mauern, zwischen denen ein Lichtspalt offen bleibt. An der Außenseite sind sie durch mittige Streben verstärkt, so dass sich ein T- oder π-Profil ergibt; oben sind sie verbunden.
Der westliche steht unübersehbar östlich oberhalb von Roundhill Reservoir und Leighton Reservoir auf der Felsstufe Arnagill Crags, direkt oberhalb einer Stollenleitung in der Nähe einer Pumpstation. Dieser Turm wurde 1903 erbaut. Er ist etwa 14 m hoch, von denen 10 m auf den 0,55 m breiten Lichtspalt entfallen.
Ein ähnlicher Turm, Carlesmoor Sighting Tower, steht am östlichen Ende des Stollens in der Nähe eines Gehöfts. Ein weiterer, aus Holz errichteter Turm ist nicht erhalten.
Positionen:
- Westlicher Turm: 54° 11′ 18,6″ N, 1° 45′ 27,7″ W
- Östlicher Turm (Carlesmoor Sighting Tower): 54° 9′ 31,7″ N, 1° 42′ 11,4″ W

Inwieweit der etwas weiter südlich gelegene Carle Tower der Gruppe angehört, ist nicht eindeutig geklärt. Er bildet mehr einen niedrigen Sockel als eine weit sichtbare Peilmarke. Ein vierter benachbarter Turm ist das Greygarth Monument, ein 1897 errichtetes Denkmal zu Ehren von Königin Victoria.

## Zweck
Die Peiltürme wurden für Landvermessungen genutzt, etwa für die später aufgegebenen Pläne, das steile Tal Dallowgill als Reservoir zu nutzen. Ferner dienten sie als Bezugspunkte zum Bau einer Stollenleitung durch einen Höhenzug nach Harrogate. Diese Leitung beginnt am Grund eines kleinen Rückhaltebeckens an der Spout Gill Farm und führt zum Roundhill Reservoir, wo es sich mit dessen Überlaufleitung vereinigt, die nach Carlesmoor führt und schließlich in den River Laver mündet.

## Reservoirs
Die beiden bestehenden Reservoirs wurden von 1895 bis 1911 von der Harrogate Water Corporation angelegt. Die Leeds Corporation plante ein weiteres Reservoir nordwestlich der beiden, doch diese Pläne wurden wegen des Blei- und Kohlenbergbaues in der Gegend verworfen. Die Colsterdale Waterworks Light Railway, eine Schmalspurbahn zur Versorgung der Reservoirs, wurde 1932 abgebaut.